# Hanhivaara
Hanhivaara är en kulle i Finland.   Den ligger i Rovaniemi i landskapet Lappland, i den norra delen av landet, 700 km norr om huvudstaden Helsingfors. Toppen på Hanhivaara är 164 meter över havet.
Terrängen runt Hanhivaara är platt. Runt Hanhivaara är det mycket glesbefolkat, med 2 invånare per kvadratkilometer.